# 黃大仙上邨
黃大仙上邨（英語：Upper Wong Tai Sin Estate）是香港的公共屋邨，位於九龍黃大仙龍翔道以北。

## 歷史與概要

### 重建前
重建前為政府廉租屋邨，原稱龍翔道政府廉租屋邨，落成時改稱黃大仙政府廉租屋邨，於1958年起動工興建，原址為荒地及零散木屋區。1973年香港房屋委員會成立，為區別原黃大仙徙置區，更名為黃大仙上邨。政府原計劃將黃大仙祠清拆，後因東華三院向政府陳情反對清拆黃大仙祠，才改在黃大仙祠東西兩旁興建屋邨。
西部共有為數14座舊型政府廉租屋大廈（第1至15座，沒有第13座），於1963年7月至翌年10月落成；而東部則有5座設有電梯設施的新型政府廉租屋大廈，名稱分別為東座、南座、西座、北座及中座，於1965年8月至11月落成。
東部五座大廈是首批樓高20層及設有升降機設備的新型廉租屋大廈，但單位仍未有獨立廁所，同類大廈只有牛頭角上邨的第9至12座。
1980年，政府把位於龍翔道以北，原屬黃大仙下邨的第8座撥歸上邨管理。這座大廈屬於第一型徙廈，原用作安置受竹園村清拆影響又擁有地契的村民，因此該大廈所有單位均設獨立廚廁，是3座非改建第一型徙置大廈的其中一座（另兩座為佐敦谷邨第4座及第5座）。為免與原有的上邨第8座混淆，房委會把以座數辨別的大廈分別冠上名稱，分別用對出龍翔道名字中「翔」字的諧音「長」來命名，「翔」與「長」的廣東話拼音（香港政府粵語拼音）均為「Cheung」；原為下邨第8座的徙廈命名為「長欣樓」。

### 整體重建計劃
按照「整體重建計劃」，第1至12座於1996年6月開始清拆重建，2000年至2001年分兩期落成（而鄰近龍翔道部份建成兩座單方向大廈，以及龍翔廣場（翻新後改名為黃大仙中心北館）連龍翔辦公大樓）。
第14、15座及東部5座則於2001年5月31日永久封閉，翌年年初清拆。前者曾擬重建為兩幢由1998年版本的新十字型大廈組成的居屋屋苑，但計劃因「孫九招」而腰斬。及後，該地盤在空置一段時間之後，重建為詠善樓，於2009年落成。
東部五座空地曾短租予香港遊樂場協會開設「創藝坊」，活動結束後改為黃大仙廣場、露天及有蓋停車場，以及港鐵隧道緊急救援通道。其後，臨時停車場東部撥予房協重建為專用安置屋邨，另西座原址暫時改建為「可悅居」過渡性房屋。

## 屋邨資料

### 重建計劃
此邨重建後樓宇命名有別於其他屋邨以邨名的其中一個字來命名，此邨採用了邨名「仙」字的諧音「善」字來命名，配合嗇色園黃大仙祠並倡三教、導人向善的精神，因為「善」的廣東話拼音（香港政府粵語拼音）與「仙」一樣為「Sin」。
重建計劃內設有龍翔辦公大樓的政府辦公大樓，以安置受新蒲崗政府合署清拆計劃及房屋署重建計劃下影響的多個政府部門，而龍翔辦公大樓為房屋署物業，樓宇內設有多個房屋署及相關部門，如房屋局獨立審查組（I.C.U.），葵涌區域物業管理辦事處及善用公屋資源分組；並把餘下單位及／或整層出租予其他政府部門，包括社會福利署及民政事務總署（黃大仙民政事務處及黃大仙區議會秘書處）等作辦公室。另外設有名為龍翔中心（領展接手後，已易名為龍翔廣場，2015年9月再改名為黃大仙中心北館）的中型商場，並設有小廣場連接黃大仙港鐵站及黃大仙廟，為市民及遊客提供服務。
至於屋邨內第1、4期的樓宇，則分別用作安置原邨東部五座，以及東頭邨23座的居民。
屋邨內則設有健身運動場、籃球場、排球場、羽毛球場及兒童遊樂場；社區設施包括一間幼稚園、老人中心、托兒所、青年中心及中途宿舍，供附近居民及此邨住客使用。
此外，屋邨有兩座升降機塔，兩座塔內共有六部升降機可往來一及三期以及竹園南邨，方便市民上落。

### 現時樓宇
| 樓宇名稱（座號）           | 樓宇類型                                                      | 落成年份 | 層數 | 每層伙數                                      | 每座單位總數（伙） | 建築師              | 承建商                              | 提供升降機服務的廠商 | 期數 |
| -------------------------- | ------------------------------------------------------------- | -------- | ---- | --------------------------------------------- | ------------------ | ------------------- | ----------------------------------- | -------------------- | ---- |
| 普善樓（第1座） （英語：Po Sin House） | 單方向設計大廈                                                | 2000年   | 9    | 15                                            | 135                | 呂元祥建築師事務所  | 中國建築                            | 三菱                 | 1    |
| 倡善樓（第2座） （英語：Cheong Sin House） | 和諧一型第六款 連新和諧附翼三型第二款（第三代半）（第三代半） | 2001年   | 40   | 29（1-18樓、20樓） 20（21-40樓） 28（19樓）   | 980                | 呂元祥建築師事務所  | 中國建築                            | 三菱                 | 1    |
| 啟善樓（第3座） （英語：Kai Sin House） | 和諧一型第五款（第三代半）                                    | 2001年   | 40   | 20（1-18樓、20-40樓） 19（19樓）              | 799                | 呂元祥建築師事務所  | 中國建築                            | 三菱                 | 1    |
| 達善樓（第4座） （英語：Tat Sin House） | 和諧一型第五款（第三代半）                                    | 2001年   | 40   | 20（1-18樓、20-40樓） 19（19樓）              | 799                | 呂元祥建築師事務所  | 中國建築                            | 三菱                 | 1    |
| 耀善樓（第5座） （英語：Yiu Sin House） | 和諧一型第六款（第三代半）                                    | 2001年   | 40   | 20（1-18樓、20-40樓） 19（19樓）              | 799                | 呂元祥建築師事務所  | 中國建築                            | 三菱                 | 1    |
| 詠善樓（第8座） （英語：Wing Sin House） | 非標準設計大廈 （Y字型）                                      | 2009年   | 40   | 14（2樓、38-40樓） 19（3-34樓） 17（35-37樓） | 701                | 房屋署總建築師（2） | 俊和集團                            | 東芝                 | 3    |
| 昭善樓（第6座） （英語：Chiu Sin House） | 單方向設計大廈                                                | 2001年   | 26   | 16（1-20樓） 8（21-23樓） 6（24-26樓）        | 362                | 吳享洪建築師事務所  | 新福港（地基工程） 德信建築（上蓋） | 三菱                 | 4    |
| 溢善樓（第7座） （英語：Yat Sin House） | 單方向設計大廈                                                | 2001年   | 20   | 16（1-17樓） 8（18-20樓）                     | 296                | 吳享洪建築師事務所  | 新福港（地基工程） 德信建築（上蓋） | 三菱                 | 4    |
| 龍翔辦公大樓（第N1座）     | （不適用）                                                    | 2001年   | 10   | （不適用）                                    | （不適用）         | 吳享洪建築師事務所  | 新福港（地基工程） 德信建築（上蓋） | 三菱                 | 4    |

（註：第二期現為港鐵屯馬線隧道緊急通道、公共運輸交匯處、過渡性房屋及臨時停車場（長遠擬興建社區設施）等設施，故此第二期發展計劃已不存在。）

### 歷代樓宇
原屬黃大仙下邨（即重建前）的第8座最初名為BB座，俗稱業主樓。而黃大仙下邨最早期的座名以雙英文字母定名，如ZZ座、YY座、XX座等。
| 重建前的黃大仙上邨    | 重建前的黃大仙上邨           | 重建前的黃大仙上邨 | 重建前的黃大仙上邨 | 重建前的黃大仙上邨                                                                          | 重建前的黃大仙上邨                                |
| 樓宇名稱（座號）      | 樓宇類型                     | 落成年份           | 拆卸年份           | 重建後原地所屬的樓宇                                                                        | 安置屋邨                                          |
| --------------------- | ---------------------------- | ------------------ | ------------------ | ------------------------------------------------------------------------------------------- | ------------------------------------------------- |
| 長泰樓（第1座）       | 舊型廉租大廈                 | 1963至1964年       | 1996至1997年       | 昭善樓 溢善樓 龍翔辦公大樓 黃大仙中心（北館）                                               | 慈樂邨                                            |
| 長麗樓（第2座）       | 舊型廉租大廈                 | 1963至1964年       | 1996至1997年       | 昭善樓 溢善樓 龍翔辦公大樓 黃大仙中心（北館）                                               | 慈樂邨                                            |
| 長逸樓（第3座）       | 舊型廉租大廈                 | 1963至1964年       | 1996至1997年       | 昭善樓 溢善樓 龍翔辦公大樓 黃大仙中心（北館）                                               | 慈樂邨                                            |
| 長悅樓（第4座）       | 舊型廉租大廈                 | 1963至1964年       | 1996至1997年       | 昭善樓 溢善樓 龍翔辦公大樓 黃大仙中心（北館）                                               | 慈樂邨                                            |
| 長怡樓（第5座）       | 舊型廉租大廈                 | 1963至1964年       | 1996至1997年       | 倡善樓                                                                                      | 慈樂邨                                            |
| 長滿樓（第6座）       | 單塔型廉租大廈               | 1963至1964年       | 1996至1997年       | 倡善樓                                                                                      | 慈樂邨                                            |
| 長捷樓（第7座）       | 舊型廉租大廈                 | 1963至1964年       | 1996至1997年       | 普善樓                                                                                      | 慈樂邨                                            |
| 長澤樓（第8座）       | 舊型廉租大廈                 | 1963至1964年       | 1996至1997年       | 普善樓                                                                                      | 慈樂邨                                            |
| 長禧樓（第9座）       | 舊型廉租大廈                 | 1963至1964年       | 1996至1997年       | 耀善樓                                                                                      | 慈樂邨                                            |
| 長和樓（第10座）      | 舊型廉租大廈                 | 1963至1964年       | 1996至1997年       |                                                                                             | 慈樂邨                                            |
| 長偉樓（第11座）      | 舊型廉租大廈                 | 1963至1964年       | 1996至1997年       | 啟善樓 達善樓                                                                               | 慈樂邨                                            |
| 長耀樓（第12座）      | 舊型廉租大廈                 | 1963至1964年       | 1996至1997年       | 啟善樓 達善樓                                                                               | 慈樂邨                                            |
| 長慈樓（第14座）      | 舊型廉租大廈                 | 1963至1964年       | 2002年             | 詠善樓                                                                                      | 倡善樓 啟善樓 達善樓 耀善樓 普善樓 （重建後原邨） |
| 長頌樓（第15座）      | 舊型廉租大廈                 | 1963至1964年       | 2002年             | 詠善樓                                                                                      | 倡善樓 啟善樓 達善樓 耀善樓 普善樓 （重建後原邨） |
| 東座                  | 新型廉租大廈（不設獨立廁所） | 1965年             | 2002年             | 黃大仙廣場 鳳德緊急救援樓 黃大仙公共小型巴士（專綫）服務總站 嗇色園轄下「可悅居」過渡性房屋 | 倡善樓 啟善樓 達善樓 耀善樓 普善樓 （重建後原邨） |
| 南座                  | 新型廉租大廈（不設獨立廁所） | 1965年             | 2002年             | 黃大仙廣場 鳳德緊急救援樓 黃大仙公共小型巴士（專綫）服務總站 嗇色園轄下「可悅居」過渡性房屋 | 倡善樓 啟善樓 達善樓 耀善樓 普善樓 （重建後原邨） |
| 西座                  | 新型廉租大廈（不設獨立廁所） | 1965年             | 2002年             | 黃大仙廣場 鳳德緊急救援樓 黃大仙公共小型巴士（專綫）服務總站 嗇色園轄下「可悅居」過渡性房屋 | 倡善樓 啟善樓 達善樓 耀善樓 普善樓 （重建後原邨） |
| 北座                  | 新型廉租大廈（不設獨立廁所） | 1965年             | 2002年             | 黃大仙廣場 鳳德緊急救援樓 黃大仙公共小型巴士（專綫）服務總站 嗇色園轄下「可悅居」過渡性房屋 | 倡善樓 啟善樓 達善樓 耀善樓 普善樓 （重建後原邨） |
| 中座                  | 新型廉租大廈（不設獨立廁所） | 1965年             | 2002年             | 黃大仙廣場 鳳德緊急救援樓 黃大仙公共小型巴士（專綫）服務總站 嗇色園轄下「可悅居」過渡性房屋 | 倡善樓 啟善樓 達善樓 耀善樓 普善樓 （重建後原邨） |
| 長欣樓（原下邨第8座） | 第一型                       | 1957年             | 1998年             | 黃大仙廣場 鳳德緊急救援樓 黃大仙公共小型巴士（專綫）服務總站 嗇色園轄下「可悅居」過渡性房屋 | 慈樂邨                                            |

## 圖片庫

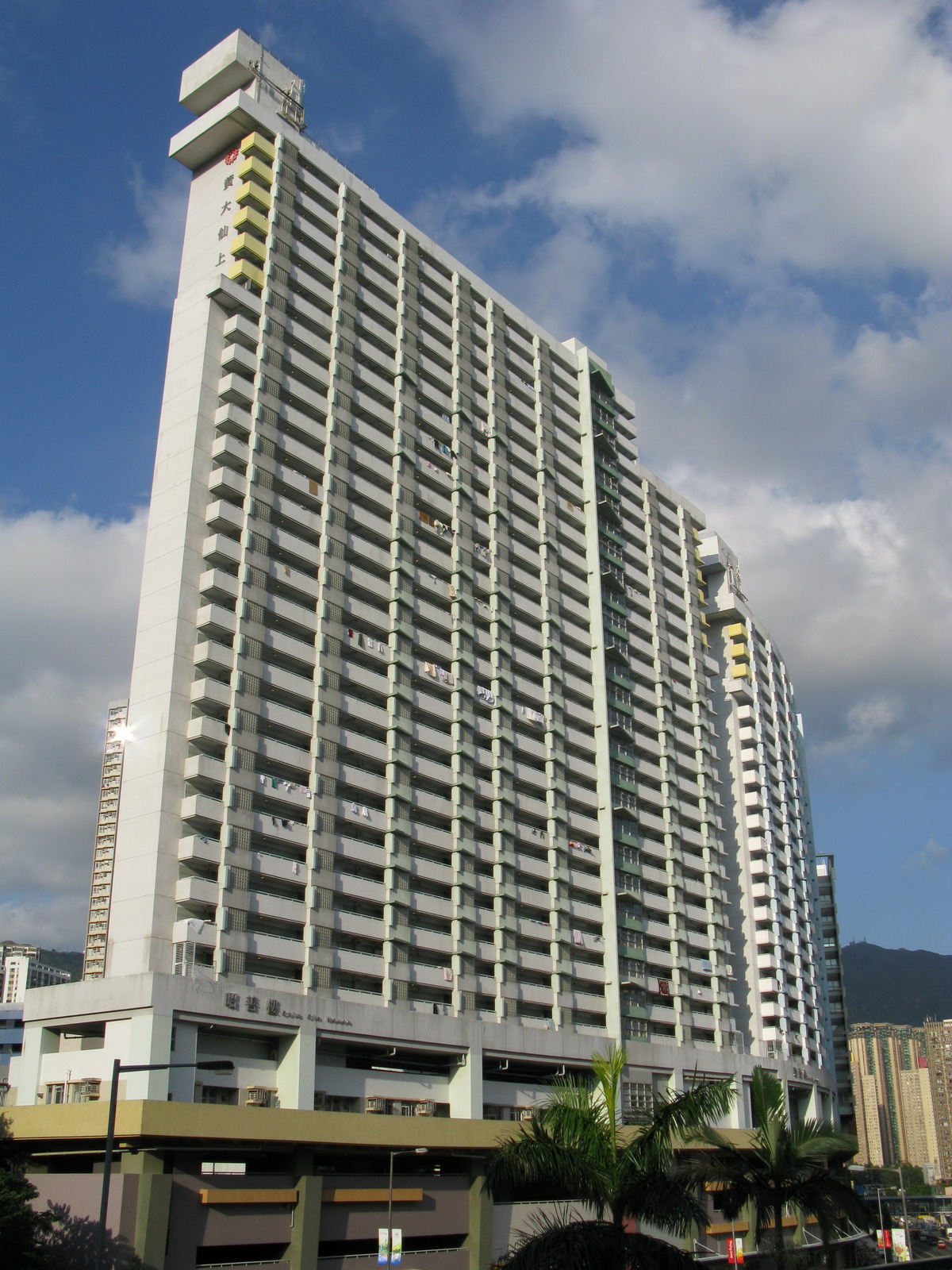
黃大仙上邨昭善樓以單方向大廈設計，避開旁邊的交通要道及噪音源龍翔道。
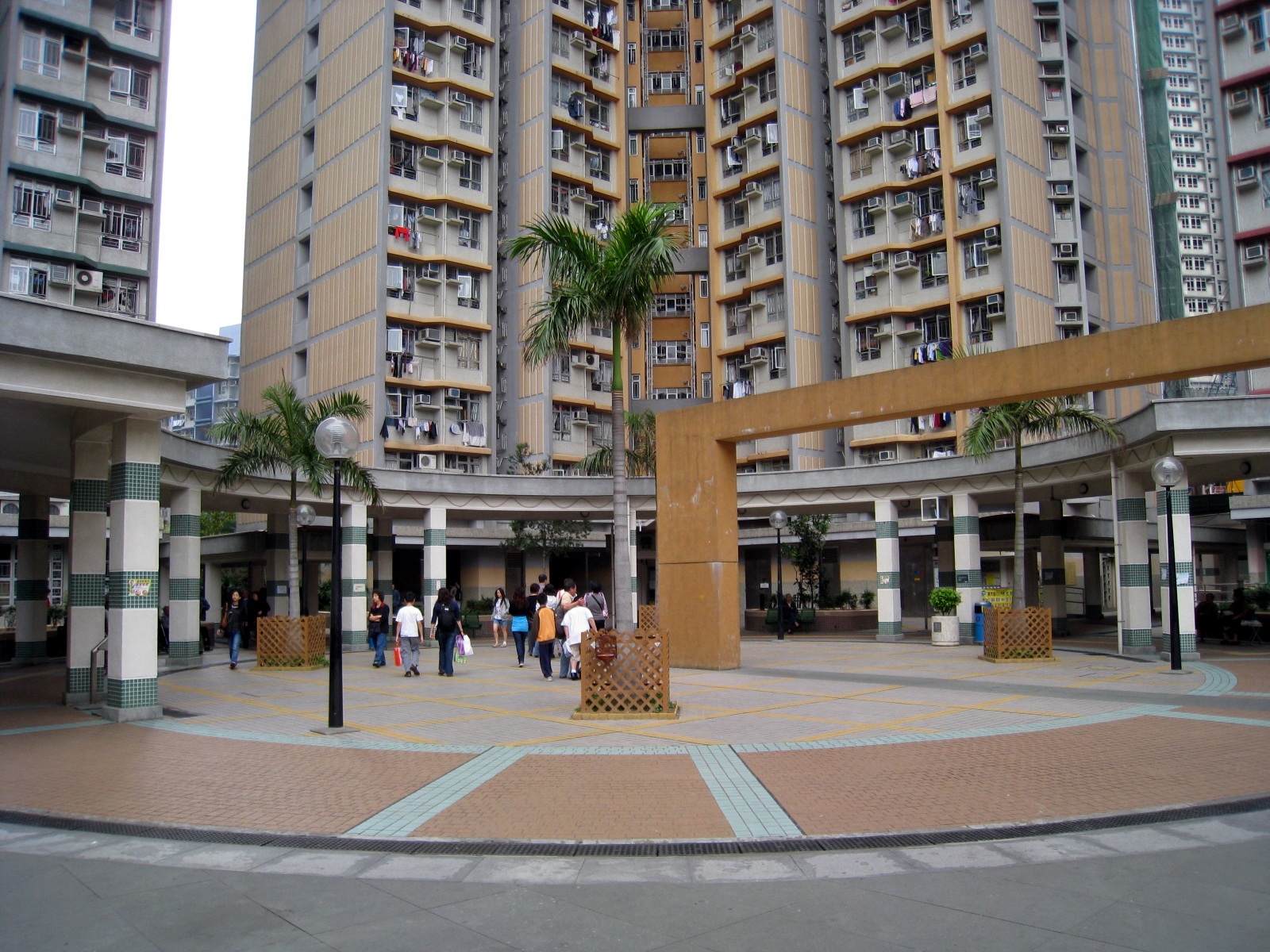
黃大仙上邨入口廣場
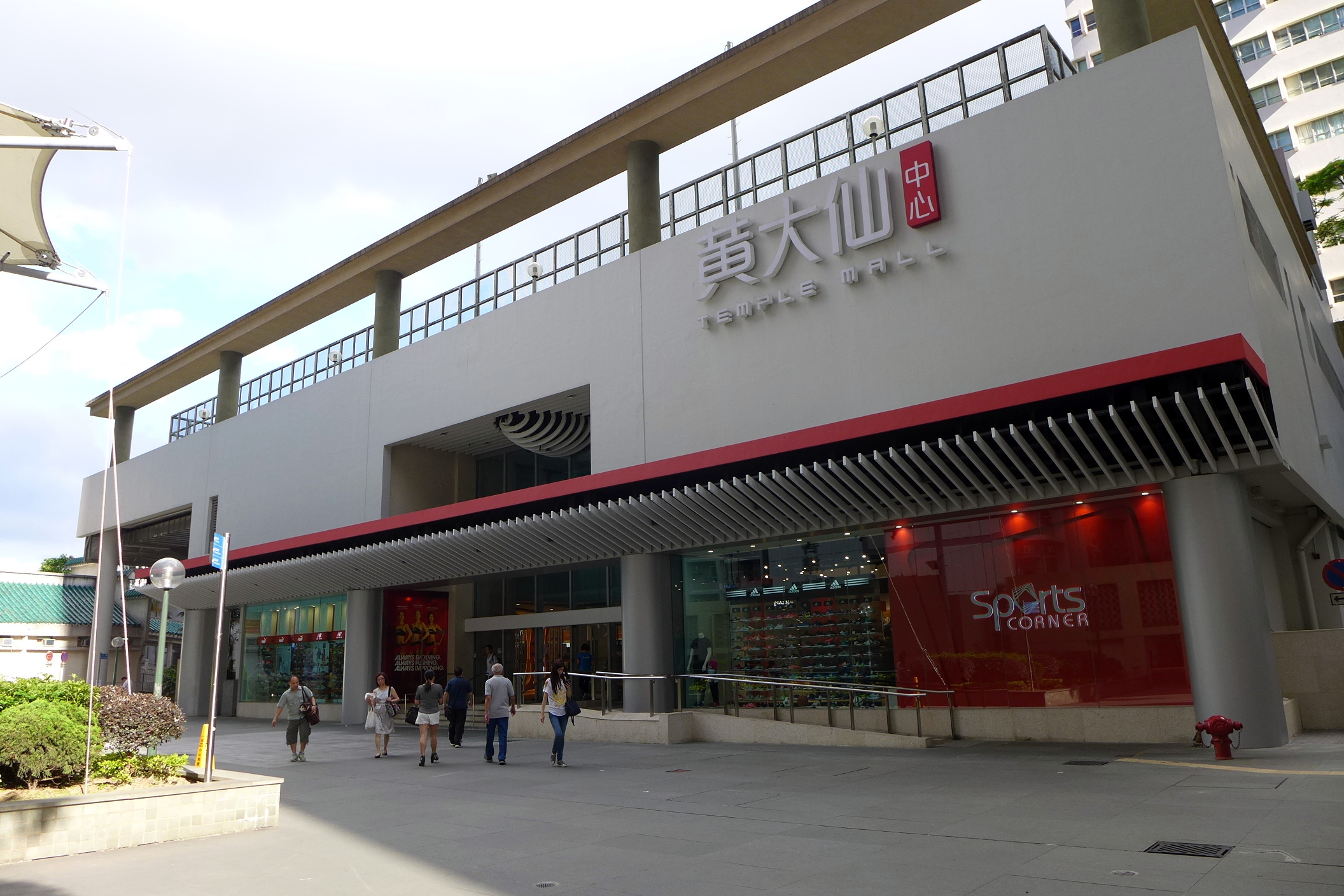
黃大仙中心
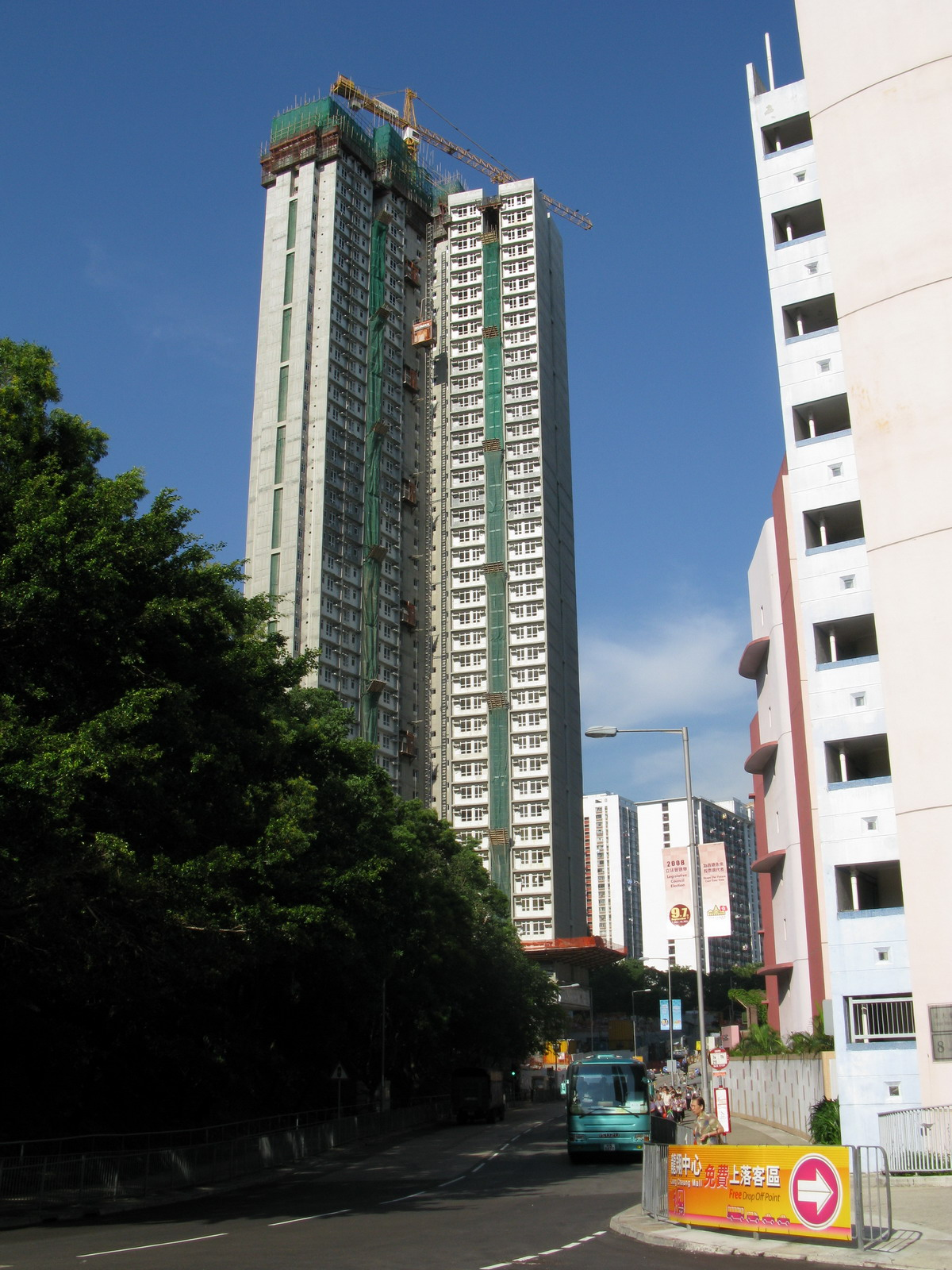
建築中的黃大仙上邨第3期詠善樓（2008年8月）
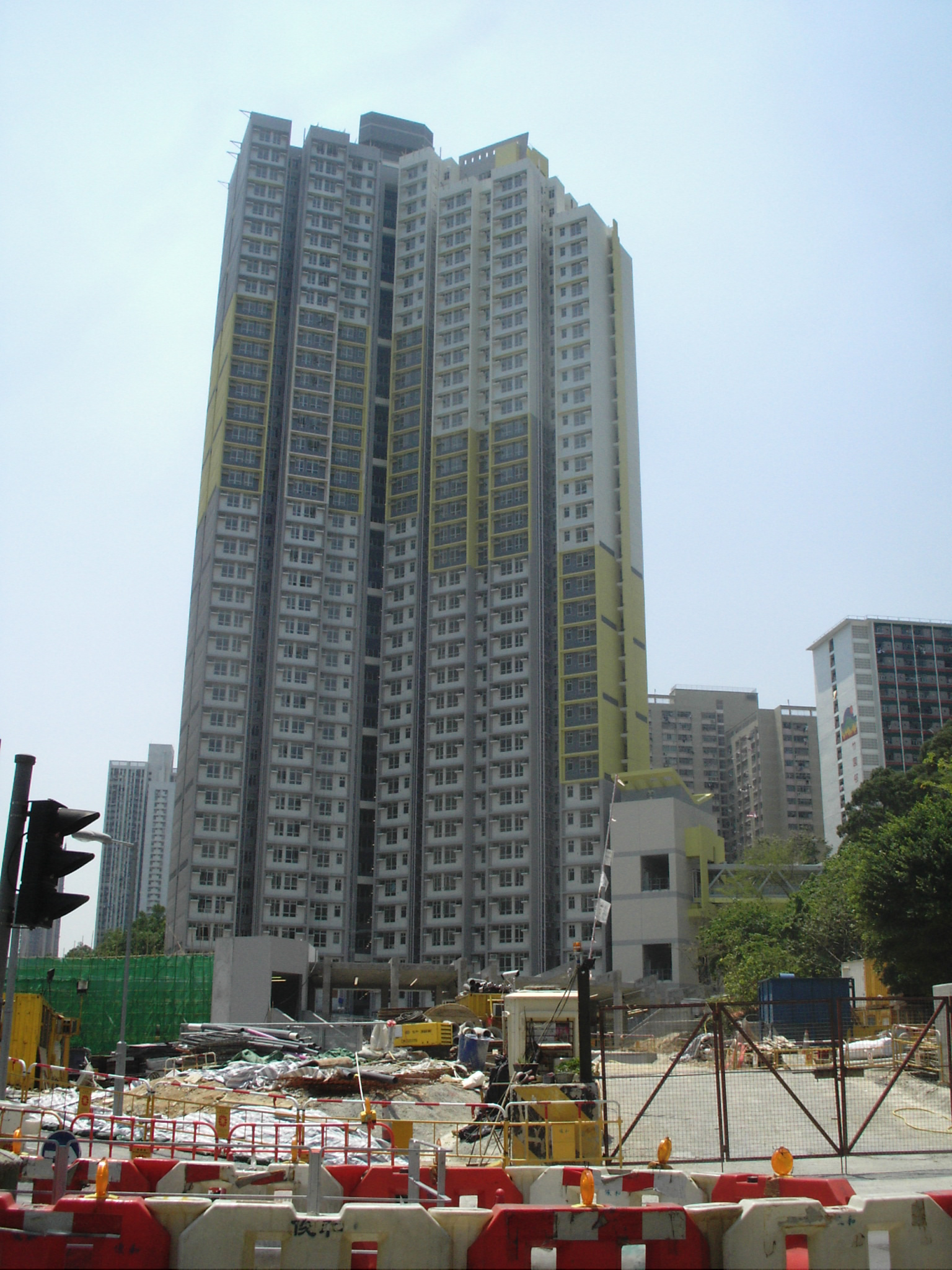
黃大仙上邨第3期詠善樓（2009年5月）
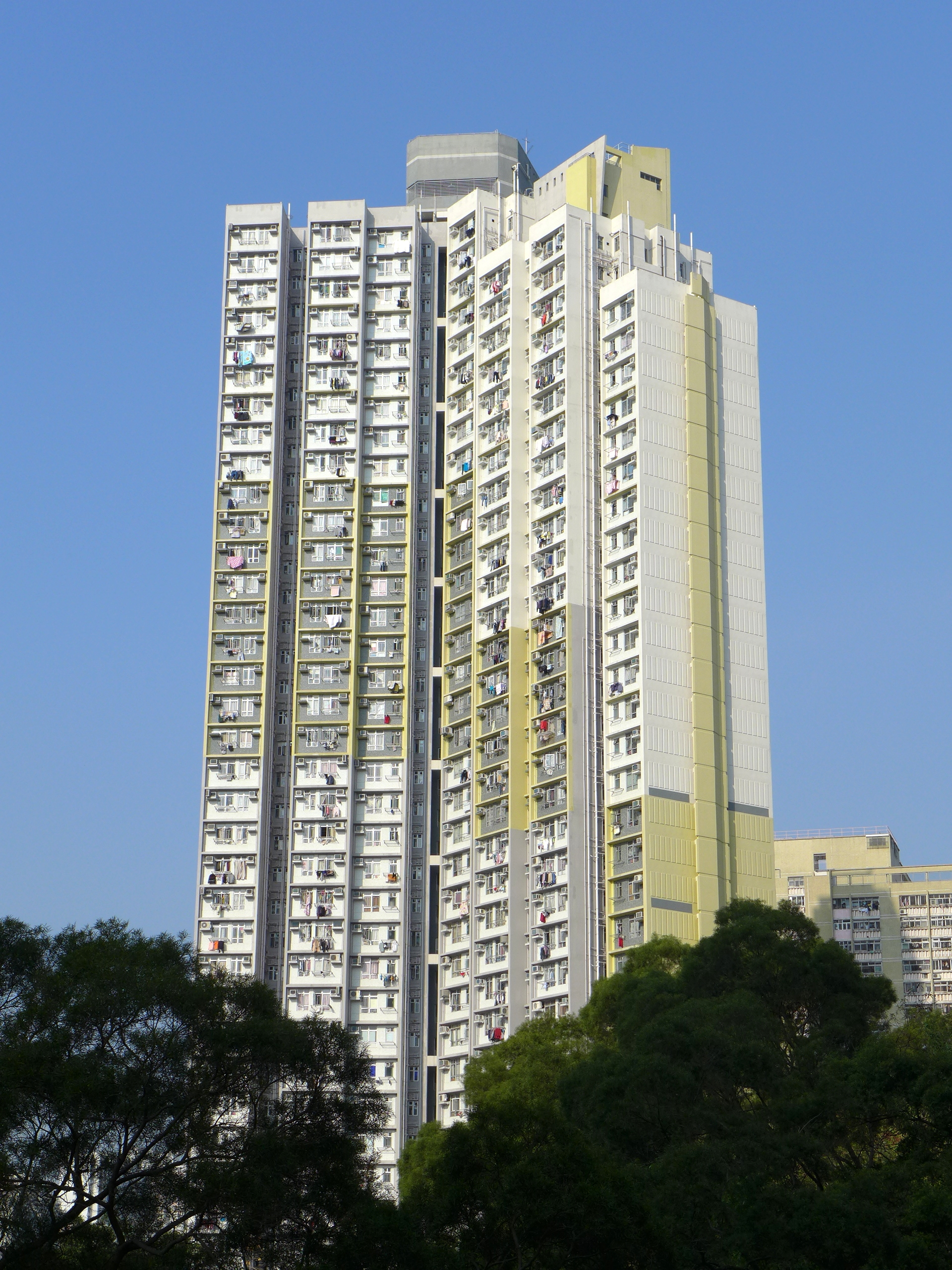
黃大仙上邨第3期詠善樓（2014年3月）
1975年的黃大仙，週邊以徙置區及零散寮屋為主，右方為黃大仙上邨
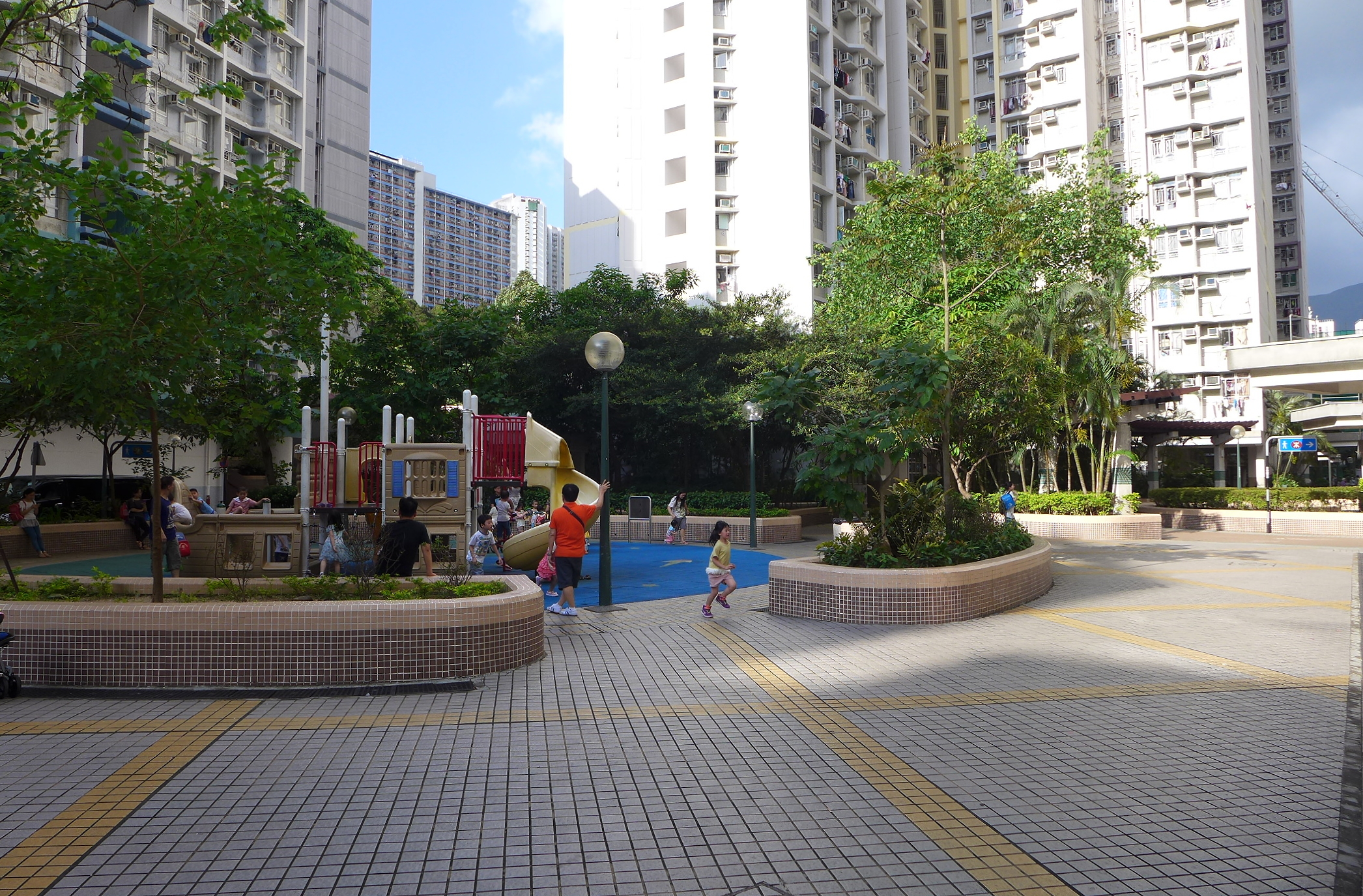
黃大仙上邨第1期休憩空間
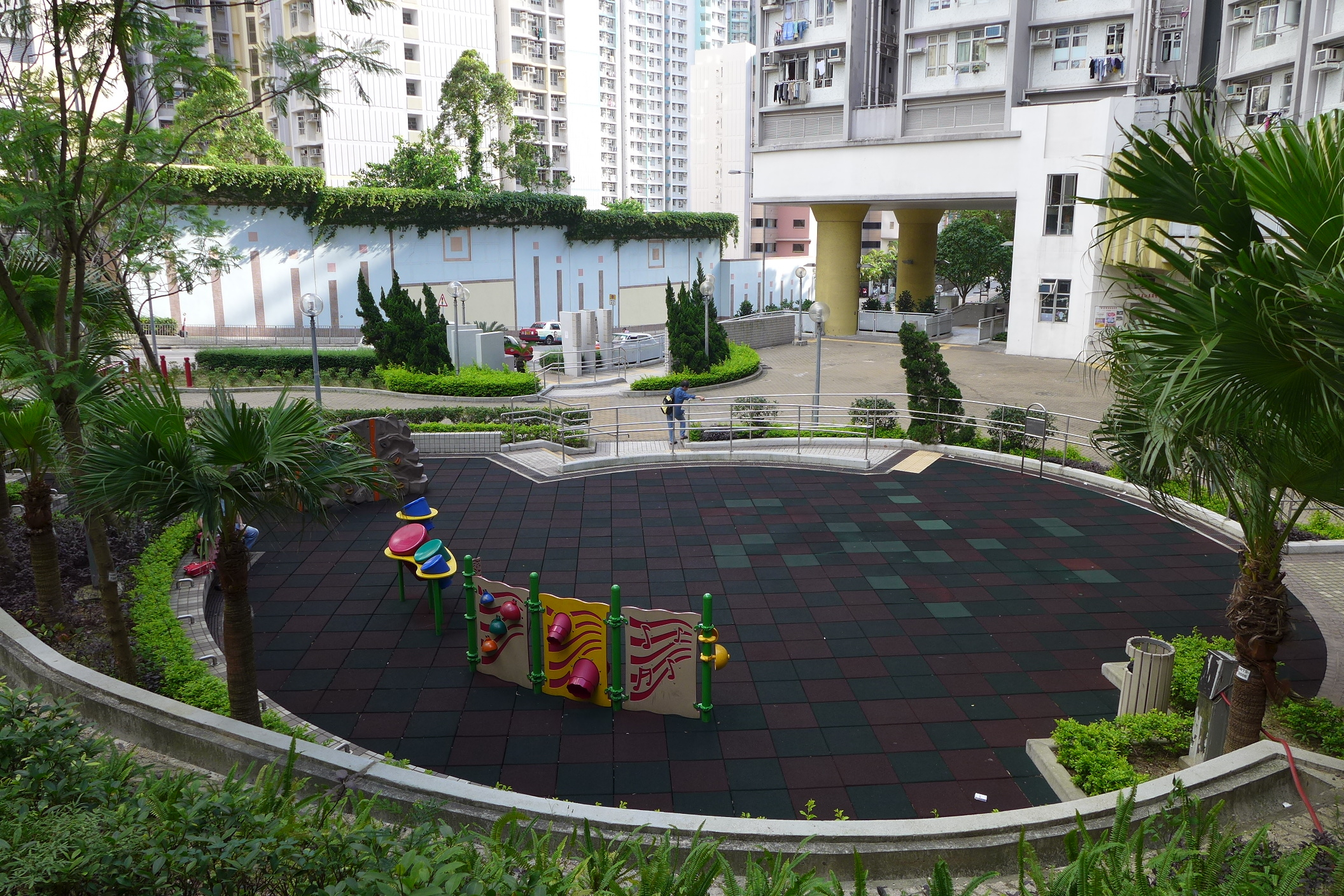
黃大仙上邨第3期詠善樓兒童遊樂場
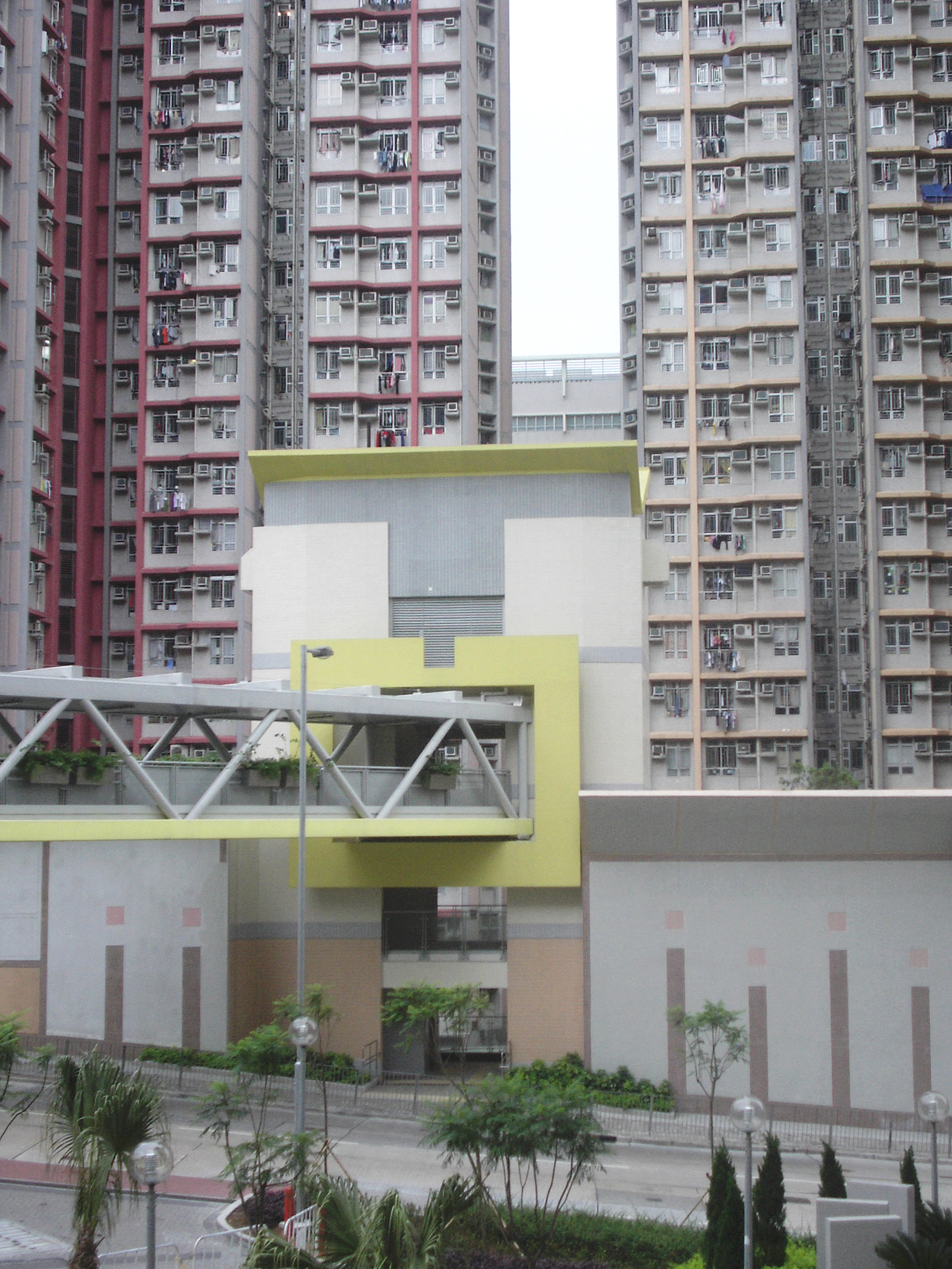
連接黃大仙上邨一及三期的升降機塔
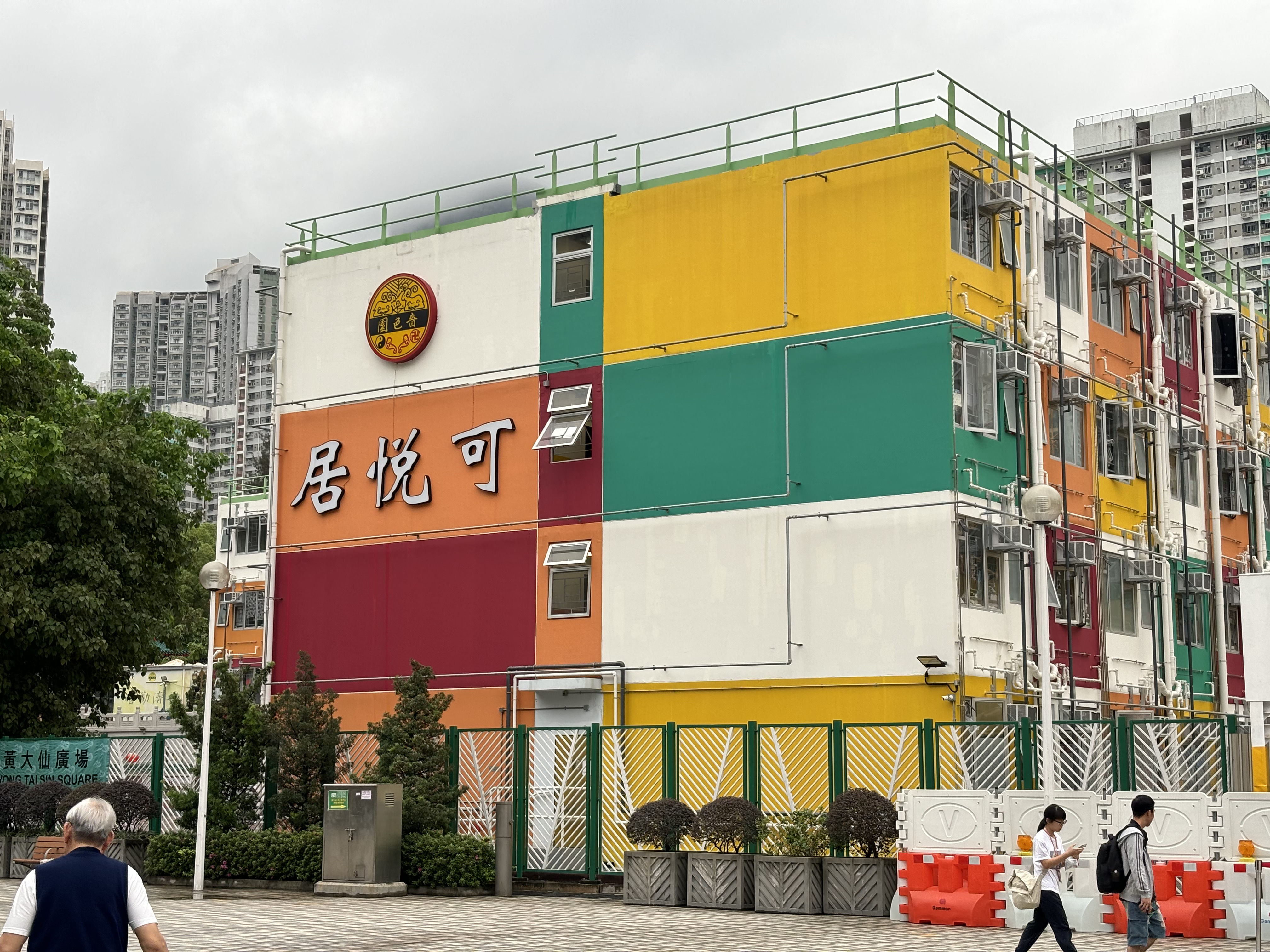
過渡性房屋「可悅居」（2024年5月）

## 教育設施

### 幼稚園
- 香港小童群益會樂緻幼稚園（黃大仙） （2001年創辦）（位於黃大仙上邨達善樓地下）
- 基督教恩苗東九龍幼稚園 （2001年創辦）（位於黃大仙上邨倡善樓地下）

已結束
- 基督教小世界東九龍幼稚園
- 美德幼稚園
- 文華幼稚園

## 所屬區議會
自2023年香港區議會選舉起，全條黃大仙上邨以及黃大仙下（二）邨部份樓宇（龍泰樓、龍昌樓、龍福樓、龍和樓、龍滿樓及龍禧樓）及竹園鄉獲劃為黃大仙區議會轄下的黃大仙東選區。該區現任區議員為香港工會聯合會成員譚美普與民主建港協進聯盟成員越毅強。